# Seitokai Yakuindomo
Seitokai Yakuindomo (яп. 生徒会役員共 Сэйтокай якуиндомо, букв.«Члены школьного совета») — четырёхпанельная сёнэн-манга, написанная и иллюстрированная Тодзэном Удзииэ. Выходила в журнале Magazine Special издательства Kodansha с июня 2007 по июль 2008 года, после чего стала выходить в журнале Weekly Shonen Magazine. Главы были собраны в 22 танкобона. Трансляция снятого по манге студией GoHands аниме-сериала шла с 3 июля по 26 сентября 2010 года на телеканале TV Kanagawa. Премьера второго сезона состоялась в январе 2014 года, сериал транслировался на телеканале Tokyo MX. Фильм был анонсирован на 21 июля 2017 года.
Манга и аниме представляют из себя осовремененный жанр мандзай: одни персонажи — бокэ (обычно Ария или Сино), отпускают пошлые шутки, а другие — цуккоми (Такатоси или Судзу), осаживают их едкими комментариями. Иногда ради комизма они меняются ролями.

## Сюжет
Сюжет рассказывает о буднях японской старшей школы, подавляющее число учеников которой — девушки. Юноша Такатоси Цуда, и без того стеснённый этим обстоятельством, становится вице-президентом ученического совета и уже в этом качестве пытается решить свои и чужие проблемы.

## Персонажи

### Основные
- Такатоси Цуда (яп. 津田 タカトシ Цуда Такатоси)

Сэйю — Синтаро Асанума.
Главный герой. Поступает в школу, которая ранее была женской, и подавляющее большинство её учеников — девушки. В первый же день учёбы он вынужден присоединиться к ученическому совету в качестве вице-президента, чтобы защищать честь учеников-парней. Испытывает трудности с учёбой, что компенсируют занятиями с Хагимурой и другими членами учсовета. При этом имеет литературный талант — однажды написал рассказ для школьной газеты, от которого все ученицы, включая учсовет, расплакались. Имеет младшую сестру Котоми, о которой заботится. Сестра же считает, что в новой школе у неё есть отличный шанс найти себе «выгодную подружку» — будущую жену брата. В первом сезоне начал обучать Сино работе на компьютере.
- Сино Амакуса (яп. 天草 シノ Амакуса Сино)

Сэйю — Ёко Хикаса.
Президент ученического совета и ученица второго класса. Красивая и стройная девушка. Гиперответственна. Она популярна среди ровесников, заслуживает их доверие. В учёбе старательна и серьёзна, хорошая домохозяйка. Тем не менее в её голове постоянно крутятся извращённые мысли. Сильно боится высоты и насекомых. Постепенно влюбляется в Такатоси. Великолепно владеет дзюдо, быстро бегает и плавает. Перед важными событиями и мероприятиями в школе ночью не может уснуть. До начала событий аниме не умела пользоваться компьютером, но благодаря Такатоси начала осваивать.

Ариа Ситидзё (яп. 七条 アリア Ситидзё Ариа)
Сэйю — Сатоми Сато.
Ученица второго класса, секретарь ученического совета, лучшая подруга Сино. Красивая и стройная девушка. Происходит из богатой семьи, в связи с чем достаточно избалована. Имеет собственную служанку, которая о ней заботится. Её грудь больше, чем у Сино, чему последняя завидует. Также, как и Сино, извращенка. Любит кошек. Ответственно относится к своим обязанностям. Родители пытались её сосватать, но встреча не состоялась. Носит пояс верности, который снимает на время спортивных мероприятий в школе. Постепенно влюбляется в Такатоси. Быстро бегает и плавает.
- Судзу Хагимура (яп. 萩村 スズ Хагимура Судзу)

Сэйю — Саюри Яхаги.
16-летняя первоклассница старшей школы, гений с IQ = 180, способна даже во сне выполнять математические операции с 10-значными числами, из-за чего обычно помогает неуспевающим друзьям с переподготовкой к экзаменам. Также занималась с Котоми перед вступительными экзаменами в старшую школу, благодаря чему Котоми сдала экзамены. При этом обожает, когда Котоми называет её «сэмпай». Казначей ученического совета. Ответственно относится к своим обязанностям. Владеет техникой быстрого набора текста на компьютере. Боиться грозы и темных помещений. Имеет низкий рост и соответствующую детскую внешность, что является объектом многих шуток её друзей, которые девушку, правда, раздражают. Сильно обижается, когда младшекласники принимают её за сверстницу. Владелица пса по кличке Боа размером почти с неё, который живет в семье с самого её рождения. Боа очень любит свою хозяйку. Дважды за сериал сбегал из дома и по запаху находил Судзу в школе. Судзу любит с ним гулять. Постепенно влюбляется в Такатоси.

### Второстепенные
- Котоми Цуда (яп. 津田 コトミ Цуда Котоми). Сэйю — Асами Симода.

Младшая сестра Такатоси «в расцвете полового созревания». Изредка страдает тюнибё. Обожает и любит своего старшего брата, активно вмешивается в его личную жизнь, называет «Така-ни». Спустя год после брата поступает в Осай (не без помощи Хагимуры и Ёкосимы). Учится с трудом. Любимый предмет – физкультура. Дружелюбна и общительна. Иногда любит полениться и просит подругу Токи дать ей списать. Но при этом любит ходить в школу. Подружилась с членами учсовета. Имеет музыкальный талант. Во время поездки брата с классом на экскурсию заменяла его в учсовете. Любит пошлый юмор, как и Сино с Арией.
- Наруко Ёкосима (яп. 横島 ナルコ Ёкосима Наруко). Сэйю — Ю Кобаяси.

Преподаватель английского языка (в вариации «ингриш»). Высокая, стройная и красивая женщина.  Добра и дружелюбна. Выпускница Осай. Очень любит свою школу, по этой причине и стала работать учителем в ней после ВУЗа. Является куратором ученического совета. Любит свою работу и помогает ученикам. Является хорошим учителем, уважаемая как учителями, так и любима учениками. Постоянно приносит членам учсовета еду, когда у них много работы, и они не успевают поесть. Иногда считает, хотя и не всерьёз, что её недооценивают. Любит играть в баскетбол с учениками. Имеет водительские права и машину. Возила членов учсовета на море. Во втором сезоне была куратором групповой экскурсии учеников-второгодок. Неоднократно делала попытки «домогательств» к Такатоси (но тщетно), но при этом относится к нему и его сестре с уважением. При её поддержке на собеседовании Котоми поступила в школу (чтобы развить её таланты, по утверждению Ёкосимы), что позволило ей учиться с братом вместе. Любит пошлые шутки, ведёт беспорядочные половые связи. Есть младшая сестра и племянник (сын сестры), ученик начальной школы. Она их очень любит, помогает племяннику с учёбой.
- Ранко Хата (яп. 畑 ランコ Хата Ранко). Сэйю — Сатоми Араи.

Глава школьной газеты. Любит фотографировать других учениц, торгует их фотографиями в стиле «ню» за пределами школы. Выражение её лица практически никогда не изменяется. Дружна и общительна. Дружит с Каэдэ Игараси, чья боязнь мужчин порой становится поводом для её шуток. При этом очень любит с ней дружить, считая её лучшей подругой. Любит подслушивать членов учсовета для поиска информации для газеты. Часто берёт интервью у других персонажей сериала. Очень любит свою школу.
- Каэдэ Игараси (яп. 五十嵐 カエデ Игараси Каэдэ). Сэйю — Эмири Като.

Президент дисциплинарного комитета академии «Осай». Ответственно относится к своим обязанностям. Имеет развитое чувство справедливости. Состоит в школьном хоре. В дружеских отношениях с Хатой, хоть и не афиширует это, но при этом очень ценит эту дружбу. Боится мужчин, постоянно пытаясь избавиться от этого комплекса, что является поводом для шуток и приколов со стороны Хаты. Симпатизирует Такатоси. Хорошо ладит с членами учсовета. Не любит пошлые шутки членов учсовета. Всегда готова помочь одноклассникам, по просьбе Хаты принимала участие в школьном конкурсе красоты. Очень любит свою школу.
- Муцуми Мицуба (яп. 三葉 ムツミ Мицуба Муцуми). Сэйю — Тиаки Омигава.

Лидер школьной секции дзюдо, одноклассница Такатоси. По мере развития сюжета влюбляется в него. Мечта — стать невестой. Красивая, стройная, спортивная, но при этом учится плохо, периодически занимаясь с Хагимурой. Мечтает выиграть Олимпийское золото по дзюдо вместе со своей школьной командой. Намного сильнее остальных членов своей секции, чем заслужила их уважение, несмотря на суровые тренировки. Самый страшный враг Муцуми — автобус (укачивает). Однажды проводила в школе инструктаж по самообороне, где Цуда изображал злодея.
- Каору Токи (яп. 時 カオル　(トッキー) Токи Каору (Токки)). Сэйю — Михо Хино.

Первая и лучшая школьная подруга Котоми. Хотя Токи выглядит и разговаривает как хулиганка, она на самом деле неуклюжа и не проявляет признаков мятежного (хулиганского) характера. Единственная причина, по которой она оставляет рубашку свободной, заключается в том, что она однажды случайно заправила её в своё нижнее бельё и смущалась из-за этого. Ходит в секцию дзюдо, является самой сильной и быстрой первогодкой. Заменяла в качестве капитана секции дзюдо Муцуми, когда та поехала с классом на экскурсию. Ответственно относится к учёбе, стараясь не потакать Котоми и не давать ей списывать. Но при этом ценит их дружбу.
- Нэнэ Тодороки (яп. 轟 ネネ Тодороки Нэнэ). Сэйю — Хэкиру Сиина.

Подруга детства Судзу. Глава клуба исследователей робототехники. Увлекается историей и созданием вибраторов. Неоднократно предлагала Хагимуре свои изделия. Также дружит с членами учсовета. Симпатизирует Такатоси.
- Тири Накадзато (яп. 中里 チリ Накадзато Тири). Сэйю — Юкика Тэрамото.

Подруга Муцуми, одна из основателей секции дзюдо.
- Саяка Дэдзима (яп. 出島 サヤカ Дэдзима Саяка). Сэйю — Муцуми Тамура.

Служанка Арии. Красивая молодая девушка с чёрными волосами, красивым, но всегда серьёзным, лицом и стройной фигурой. Очень добра и дружелюбна, любит общаться с людьми. Подружилась с учителем Ёкосимой и членами школьного совета. Постоянно ходит в форме горничной, за редким исключением. Ответственна в работе и очень трудолюбива, несмотря на то, что работает служанкой впервые (по её словам, до этого была госпожой). Великолепно убирает особняк семьи хозяев, что вызывает уважение у них и восхищение у гостей. Является профессиональным поваром и водителем. Часто водит лимузин семьи Ситидзё (по просьбе Арии может развести по домам членов учсовета). Имеет навыки оказания первой помощи. Имеет фетиш на одежду хозяйки. В её обязанности входит охрана «невинности» Арии, но Такатоси она от неё не «отгоняет», лишь предупредив однажды, что обязана оберегать хозяйку. При этом, зная его добрый характер, относится к нему с уважением. Приходила в школу для проведения «мастер-класса» по домоводству в качестве горничной. Имеет аллергию на кошек (из-за чего, по её утверждению, в качестве «питомцев» содержит мазохистов). Хозяйка относится к ней как к своей хорошей подруге, чем Дэдзима очень дорожит. Самой же ей нравится работать у Арии. Обучила Арию «девичьей работе по дому». Носит контактные линзы.  Не курит, но любит держать во рту конфету в виде сигареты, подавая знак: «Разожгите во мне огонь!». Пьёт крайне редко, но если выпьет, начинает раздеваться. Склонна к пошлым шуткам, но ведёт себя сдержанно.
- Тихиро Уоми (яп. 魚見 チヒロ Уоми Тихиро). Сэйю — Тива Сайто.

Президент ученического совета школы «Эйрё». Ответственно относится к своим обязанностям. Любит при встрече обнимать Хагимуру. После свадьбы её двоюродной сестры и двоюродного брата Котоми и Такатоси становится родственницей семьи Цуда. Симпатизирует Такатоси.
- Нодзоми Мори (яп. 森ノゾミ Мори Нодзоми). Сэйю — Сумирэ Уэсака.

Вице-президент ученического совета школы «Эйрё». Как и Такатоси, выступает в роли цуккоми.

## Аниме-сериал
Открывающие музыкальные композиции:
- Yamato Nadeshiko Education (яп. 大和撫子エデュケイション) (исполняют Ёко Хикаса, Сатоми Сато и Саюри Яхаги)
- Hanasaku Saikyou Legend Days (яп. 花咲く☆最強レジェンドDays) (исполняют Ёко Хикаса, Сатоми Сато и Саюри Яхаги)

Закрывающие музыкальные композиции:
- Aoi Haru (яп. 蒼い春) (исполняет группа Angela)[4]
- Mirai Naito (яп. ミライナイト) (исполняет Сатоми Сато)

### Список серий
| № серии | Название | Трансляция в Японии   |
| ------- | --- | --------------------- |
| 1       | Под деревом сакуры «Сакура но ки но сита дэ» (桜の木の下で)                                                                                       | 3 июля 2010 года      |
| 1       | Неужели так будет каждый раз?! «Майкай цудзуку но коно кандзи?!» (毎回続くのこの感じ?!)                                                           | 3 июля 2010 года      |
| 1       | Может разденешься для начала? «Ториаэдзу нуйдэ миё: ка» (とりあえず脱いでみようか)                                                                | 3 июля 2010 года      |
| 2       | Кстати, ты S или M? «Токи ни кими ва эсу ка эму ка?» (時に君はSかMか?)                                                                            | 10 июля 2010 года     |
| 2       | По возможности испытай на мне свою силу «Нараба кими но соно тикара о тамэсасэтэ морао:» (ならば君のその力を試させてもらおう)                     | 10 июля 2010 года     |
| 2       | Что это у тебя за сверкающая штука? «Киракира то кагаяку койцу ва онуси но нан да?» (きらきらと輝くこいつはお主のなんだ?)                         | 10 июля 2010 года     |
| 3       | Замечательно слепил «Варэнагара мигото на цуцуми гуай да» (我ながら見事な包み具合だ)                                                              | 17 июля 2010 года     |
| 3       | Президент! Приподнимите юбку выше! «Кайтё:! Мотто сусо о хирогэтяттэ кудасай!» (会長! もっと裾を広げちゃってください!)                            | 17 июля 2010 года     |
| 3       | Ещё не кончил!? «Мо: мампуку на но ка!?» (もう満腹なのか!?)                                                                                       | 17 июля 2010 года     |
| 4       | Поэтому в местах, где не видно, я неопрятна «Дакара миэнай токоро дэ кикудзуситэ иру» (だから見えないところで着崩している)                        | 24 июля 2010 года     |
| 4       | Поздравляем «Омэдэта:» (おめでたー) | 24 июля 2010 года     |
| 4       | Хорошо, дальше я сама «Дакара ватаси ва коко мадэ дэ ий» (だから私はここまででいい)                                                               | 24 июля 2010 года     |
| 5       | Попка болит? «Осири, тайхэн дэсё?» (お尻、大変でしょ?)                                                                                            | 31 июля 2010 года     |
| 5       | Я не удовлетворена! «Ёккю: фуман на дакэ да!» (欲求不満なだけだ!)                                                                                 | 31 июля 2010 года     |
| 5       | Я тоже хочу бежать в школу с хлебом во рту! «Ватаси мо пан о куцаэтэ то:ко: синакя!» (私もパンをくわえて登校しなきゃ!)                            | 31 июля 2010 года     |
| 6       | Цуда-кун не будет читать! Он будет действовать! «Цуда-кун ва ёманай ва! Цукау но ё!» (津田くんは読まないわ! 使うのよ!)                            | 7 августа 2010 года   |
| 6       | Если есть «укэ», то должен быть и «сэмэ»! «Укэ га ару нара сэмэ га ару даро:!» (受けがあるなら攻めがあるだろー!)                                  | 7 августа 2010 года   |
| 6       | Нет, приходи одетой «Ия, фуку ва китэ кой» (いや、服は着て来い)                                                                                   | 7 августа 2010 года   |
| 7       | Он становится больше «Дандан о:кику наттэку ва» (だんだん大きくなってくわ)                                                                        | 14 августа 2010 года  |
| 7       | Цуда-кун любит мальчиков «Цуда-кун ва бо:йдзу рабу» (津田君はボーイズラブ)                                                                        | 14 августа 2010 года  |
| 8       | О?! На тебе трусики в клубничку, что я видел утром! «А?! Омаэ ва аса но итиго панцу!» (あ?!お前は朝のイチゴパンツ!)                               | 21 августа 2010 года  |
| 8       | Девственный секс может стать популярным «Фудэороси га хаяру камо сирэн» (筆おろしが流行るかもしれん)                                              | 21 августа 2010 года  |
| 8       | Я буду бороться за них всех! «Минна но бун мадэ ватаси га татакау!» (みんなの分まで私が戦う!)                                                     | 21 августа 2010 года  |
| 9       | Сколько заплатите за это? «Икура дэ каймасу?» (いくらで買います?)                                                                                 | 28 августа 2010 года  |
| 9       | Понятно! Мы не при делах! «Наруходо! Канкэй най на! Орэтати!» (なるほど!関係ないな!俺たち!)                                                       | 28 августа 2010 года  |
| 9       | Венесуэла «Бэнэдзуэра» (ベネズエラ) | 28 августа 2010 года  |
| 10      | Горничная всё видела! Непристойные тайны хозяйки (в сокращении) «Мэйдо ва мита! Одзё:-сама но мидара на (ряку)» (メイドは見た!お嬢様の淫らな(略)) | 4 сентября 2010 года  |
| 10      | Я не из таких людей «Орэ ни сонна кяра сэттэй ва най» (俺にそんなキャラ設定はない)                                                                | 4 сентября 2010 года  |
| 10      | Если ты не против, я составлю тебе компанию «Ватаси дэ ёкэрэба цукиау га» (私でよければ付き合うが)                                                | 4 сентября 2010 года  |
| 11      | Такой феномен я вижу впервые «Конна сэйри гэнсё: мита кото га най» (こんな生理現象見た事がない)                                                   | 11 сентября 2010 года |
| 11      | Нижнее бельё не снимать? «Ситагэ мо цукэта хо: га ий?» (下着もつけたほうがいい?)                                                                  | 11 сентября 2010 года |
| 11      | Наклонности Санта Клауса «Санта-сан но сэйхэки» (サンタさんの性癖)                                                                                | 11 сентября 2010 года |
| 12      | Это как всегда смущает «Иппантэки на хадзирай дэсу» (一般的な恥じらいです)                                                                        | 18 сентября 2010 года |
| 12      | В школьной форме лучше ходить полураздетым «Сэйфуку ва хан нуги га со:ба да ё» (制服は半脱ぎが相場だよ)                                           | 18 сентября 2010 года |
| 12      | Ты разве не эксгибициониста изображаешь? «Кими нари но росюцу пурэй дзя накатта но ка?» (君なりの露出プレイじゃなかったのか?)                     | 18 сентября 2010 года |
| 13      | Seitokai Yakuindomo! Отлично! «Сэйтокай якуиндомо! Оцу!» (生徒会役員共!乙!)                                                                       | 25 сентября 2010 года |